# خانه محله پائین نشلج
خانه محله پائین نشلج مربوط به اواخر دوره قاجار - اوایل دوره پهلوی است و در شهرستان کاشان، بخش نیاسر، دهستان نیاسر، روستای نشلج، محله پائین واقع شده و این اثر در تاریخ ۲۸ اسفند ۱۳۸۵ با شمارهٔ ثبت ۱۸۷۵۹ به‌عنوان یکی از آثار ملی ایران به ثبت رسیده است.